# Jantarny
Jantarny (russisch Янтарный, anhörenⓘ, Transkription auch als Yantarni) prußisch Palweniken (1398) und Palmenicken (1491), deutsch Palmnicken (polnisch Palmniki, litauisch Palmininkai und Palvininkai), ist eine Siedlung städtischen Typs in der russischen Exklave Oblast Kaliningrad. Sie hat 6645 Einwohner (Stand 1. Oktober 2021). Die Siedlung ist Verwaltungssitz des Stadtkreises Jantarny. Als Teil Ostpreußens gehörte der Ort bis 1945 zu Deutschland.

## Geographische Lage
Der Ort liegt im Nordwesten der historischen Region Ostpreußen an der  Bernsteinküste der Ostsee, etwa 40 Kilometer nordwestlich von Königsberg (Kaliningrad). Nachbarorte sind Donskoje (Groß Dirschkeim) im Norden und Primorsk (Fischhausen) im Süden.
Östlich von Jantarny befindet sich der 90 Meter hohe Große Hausenberg, der gute Aussicht bietet.

## Geschichte

### Geschichte bis 1945

#### Mittelalter und Frühe Neuzeit

Palmnicken an der ostpreußischen Bernsteinküste der Ostsee, nördlich von Fischhausen und nordwestlich von Königsberg, auf einer Landkarte von 1910.

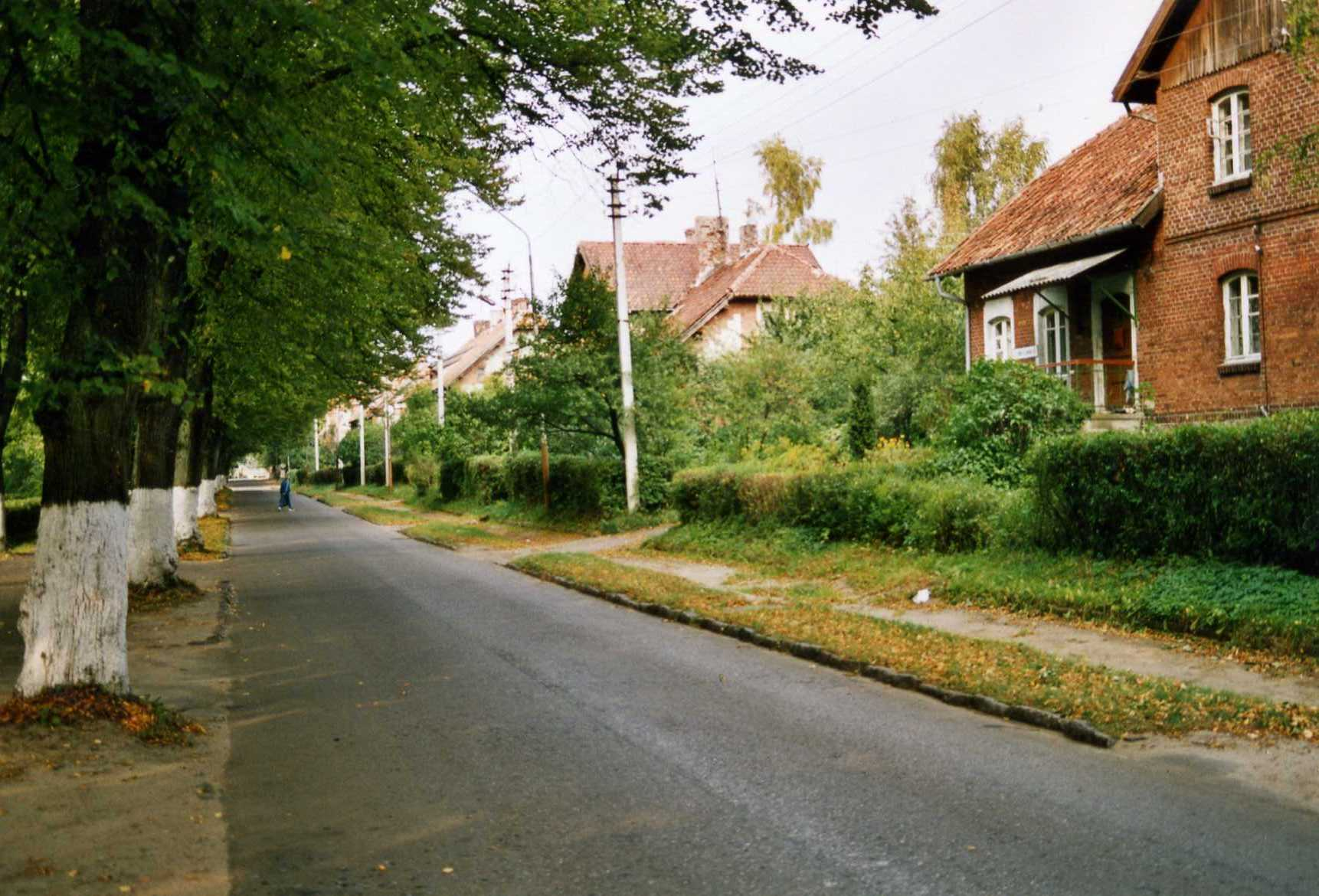
Dorfstraße (Aufnahme 2009)

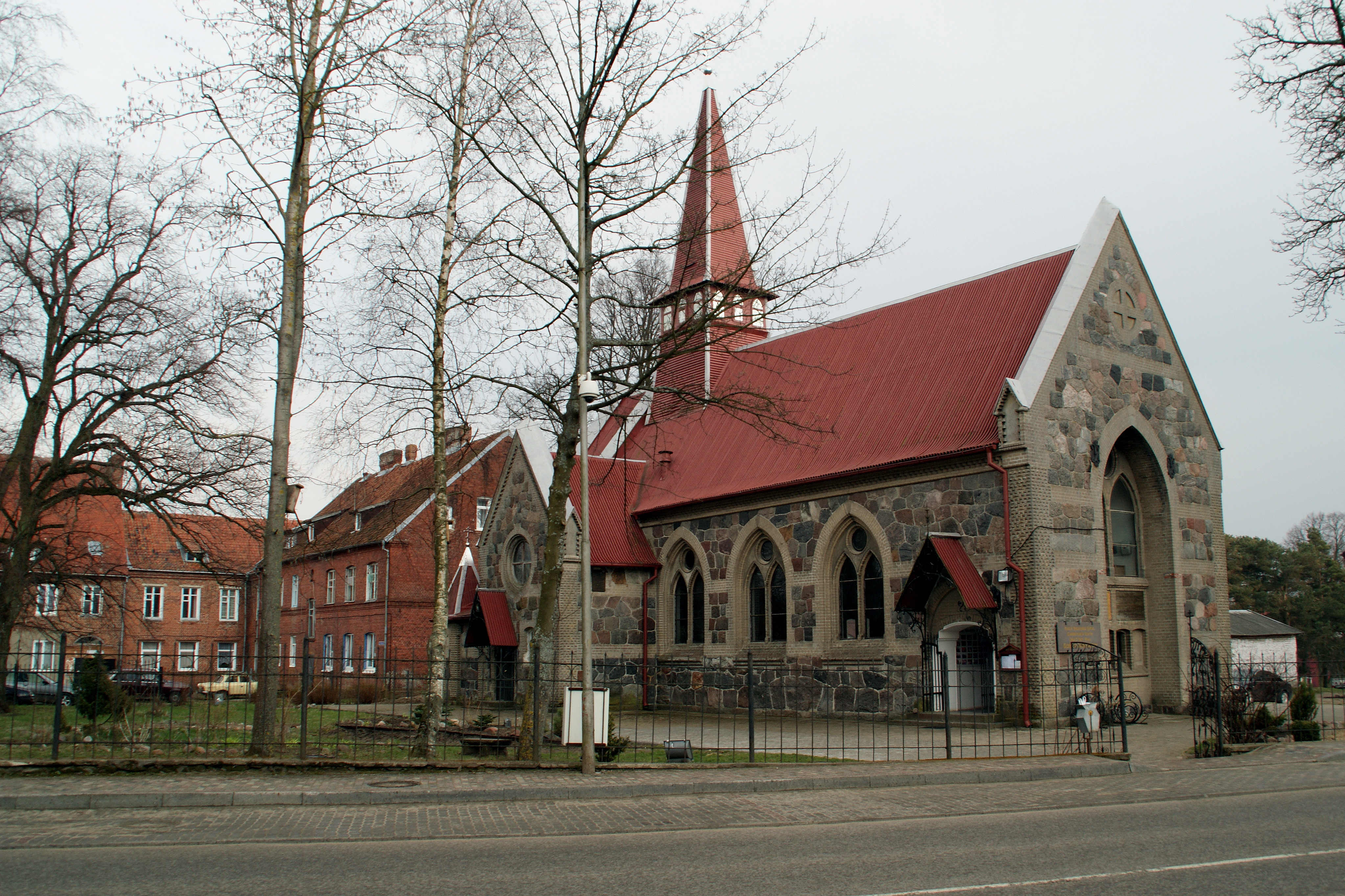
Dorfkirche (Aufnahme 2012)

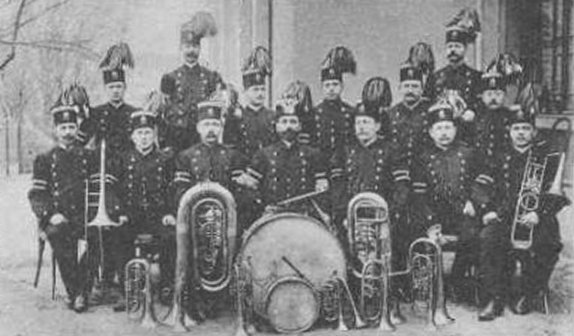
Palmnickener Bergwerkskapelle 1904

Der Ort Palmnicken, über Jahrhunderte ein abseits gelegener Gutshof, liegt im Samland, einem früheren prussischen Gau, der 1234 an den Deutschen Orden kam. 1389 hieß das Dorf Palwenicken (prußisch palwe: Urland, Heideland, mit moosigem Gras und oft noch mit niedrigem Gestrüpp, meist Kaddig bestanden, nur als dürftige Viehweide benutzbar/ -nicken: Ort). Ab 1525 gehörte Palmnicken zum Herzogtum Preußen.
Im Dreißigjährigen Krieg wurde Palmnicken für sechs Jahre von Schweden besetzt. Ab 1722 gehörte Palmnicken zum Hauptamt Fischhausen, das seinerseits ab 1752 zum Kreis Schaaken im Ostpreußischen Kammerdepartement gehörte. Russische Truppen besetzen den Ort im Siebenjährigen Krieg von 1758 bis 1762. Im Jahr 1785 wird die Größe des königlichen Bauerndorfs mit zwölf Feuerstellen (Haushaltungen) angegeben.

#### 1800–1945
Im Zuge der preußischen Verwaltungsneuordnung kam Palmnicken 1818 in den Kreis Fischhausen. Ab 1827 begann der industrielle Bernsteinabbau. Zu Beginn des 20. Jahrhunderts entwickelte sich Palmnicken zu einem Badeort. Am 30. September 1928 wurden die Landgemeinden Bardau und Kraxtepellen (unmittelbar nördlich anschließend) nach Palmnicken eingemeindet. 1939 hatte der Ort 3079 Einwohner. Anfang April 1945 wurde die Stadt von der Roten Armee erobert.

#### Amtsbezirk Palmnicken 1874–1945
Palmnicken war in den Jahren von 1874 bis 1945 Sitz und namensgebender Ort eines Amtsbezirkes im Landkreis Fischhausen (1939 bis 1945 Landkreis Samland) im Regierungsbezirk Königsberg der preußischen Provinz Ostpreußen. Zu diesem Amtsbezirk gehörten anfangs jeweils drei Landgemeinden (LG) bzw. Gutsbezirke, später kamen noch weitere drei Landgemeinden hinzu:
| Deutscher Name                | Russischer Name | Bemerkungen                                                     |
| ----------------------------- | --------------- | --------------------------------------------------------------- |
| Dorbnicken (GB)               | Krasnopolje     | später in den Gutsbezirk Palmnicken eingegliedert               |
| Kraxtepellen (LG)             |                 | 1928 in die Landgemeinde Palmnicken eingegliedert               |
| Lesnicken (LG)                | Rakuschino      | 1901 in den Gutsbezirk Nodems, Amtsbezirk Gauten, eingegliedert |
| Palmnicken (GB)               | Jantarny        | 1928 in eine Landgemeinde umgewandelt                           |
| Sorgenau (LG)                 | Pokrowskoje     |                                                                 |
| Warschken (GB)                | Werschkowo      | später in den Gutsbezirk Palmnicken eingegliedert               |
| später: Bardau (LG)           | Gordowo         | 1928 in die Landgemeinde Palmnicken eingegliedert               |
| ab 1910: Groß Hubnicken (LG)  | Sinjawino       |                                                                 |
| ab 1910: Klein Hubnicken (LG) | Klenowoje       |                                                                 |

Aufgrund der Umstrukturierungen bildeten am 1. Januar 1945 lediglich noch vier Gemeinden den Amtsbezirk Palmnicken: Groß Hubnicken, Klein Hubnicken, Palmnicken und Sorgenau.

#### Massaker von Palmnicken 1945

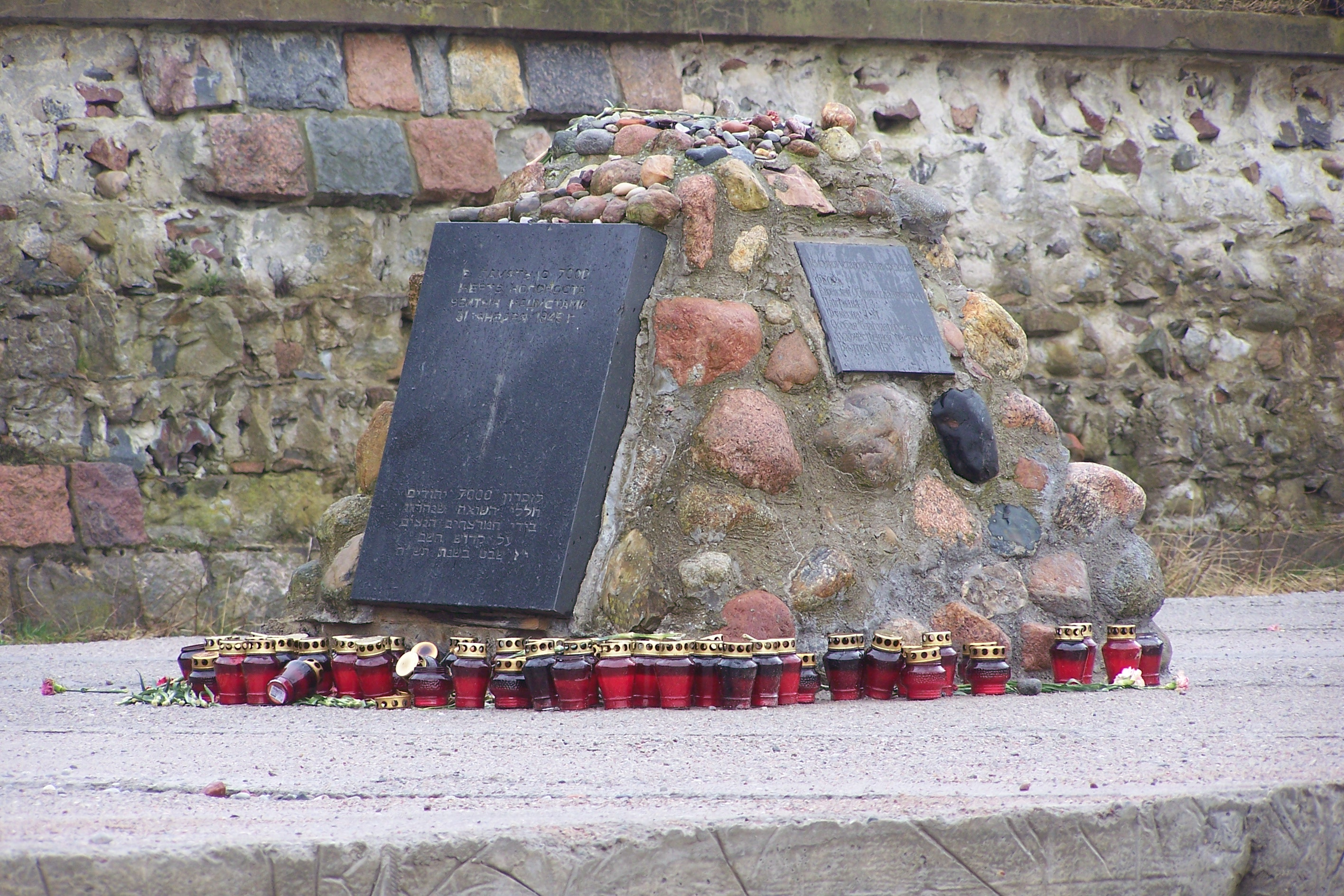
Gedenkstein für die Opfer des Massakers von Palmnicken, seit 2011 durch ein repräsentatives, zwei ausgestreckte Hände zeigendes Mahnmal des Bildhauers Frank Meisler ersetzt.

Angesichts des Anrückens der sowjetischen Truppen wurden im Januar 1945 als letzte die ostpreußischen Außenlager des KZ Stutthof aufgelöst und die Insassen über Königsberg nach Palmnicken getrieben. Den Todesmarsch überlebten von ursprünglich über 7000 jüdischen Häftlingen, überwiegend Frauen aus Polen und Ungarn, nur etwa 5000, die am 27. Januar in Palmnicken eintrafen. Am nächsten Morgen lagen in den Straßen Dutzende erschossene und erschlagene Frauen in Häftlingskleidung, vielfach furchtbar entstellt. Nicht alle der entsetzten Palmnicker schwiegen. Der ursprüngliche Plan der SS-Wachmannschaften, die Häftlinge in einem Stollen des Bernsteinbergwerkes Anna einzumauern, scheiterte am Widerstand des Werksdirektors Landmann sowie des Güterdirektors und Volkssturmkommandanten Feyerabend, der an die in der Werksschlosserei eingepferchten Frauen Kartoffeln und Essen verteilen ließ. Auch andere Einwohner versuchten, den Häftlingen zu helfen. Weil der Plan der Vernichtung durch Einmauern misslang, mussten sich etwa 2000 Häftlinge am 30. Januar an einer langen Grube im Bernsteinwerk paarweise nacheinander niederknien. Nach Martin Bergau tötete sie ein SS-Mann per Genickschuss, ein zweiter lud die Magazine der Pistolen nach. Die etwa 3000 Juden, die danach noch am Leben waren, trieb die SS in der Nacht vom 31. Januar zum 1. Februar an die Steilküste zwischen Palmnicken und Sorgenau, weiter auf das Eis der Ostsee und schoss mit Maschinenpistolen auf sie. Zehn Wochen später nahmen sowjetische Truppen den Ort ein und entdeckten die Leichen am Strand. Der Kommandeur, selbst russischer Jude, zwang die in Palmnicken verbliebene Zivilbevölkerung, die Toten aus dem Strand zu graben und in Massengräbern zu bestatten. Höchstens 200 der 7000 Gefangenen überlebten dieses letzte Massaker an Juden im Zweiten Weltkrieg. An einem Massengrab für 263 Opfer an der Grube Anna wurde 1999 ein Gedenkstein errichtet. 2011 wurde das Holocaust-Mahnmal Palmnicken eingeweiht.

### Geschichte ab 1945
Die ehemals ostpreußische Bevölkerung floh oder wurde nach Kriegsende vertrieben. Nachdem Palmnicken von der sowjetischen Besatzungsmacht im Sommer 1945 zusammen mit der ganzen nördlichen Hälfte Ostpreußens unter sowjetische Verwaltung gestellt worden war, begann die Zuwanderung russischer, aber auch belarussischer, ukrainischer und tatarischer Migranten. Die letzten Deutschen wurden 1948 ausgewiesen.
Im Juni 1947 wurde für Palmnicken die Ortsbezeichnung  Jantarny eingeführt, angelehnt an das russische Wort für Bernstein, jantar. Gleichzeitig bekam der Ort den Status einer Siedlung städtischen Typs (Arbeitersiedlung) und wurde zudem Sitz eines Dorfsowjets im Rajon Primorsk. Von Juli 1947 bis April 1953 bestand im Ort ein Internierungslager für bis zu 2700 Personen, die bei der Bernsteinaufbereitung eingesetzt wurden.

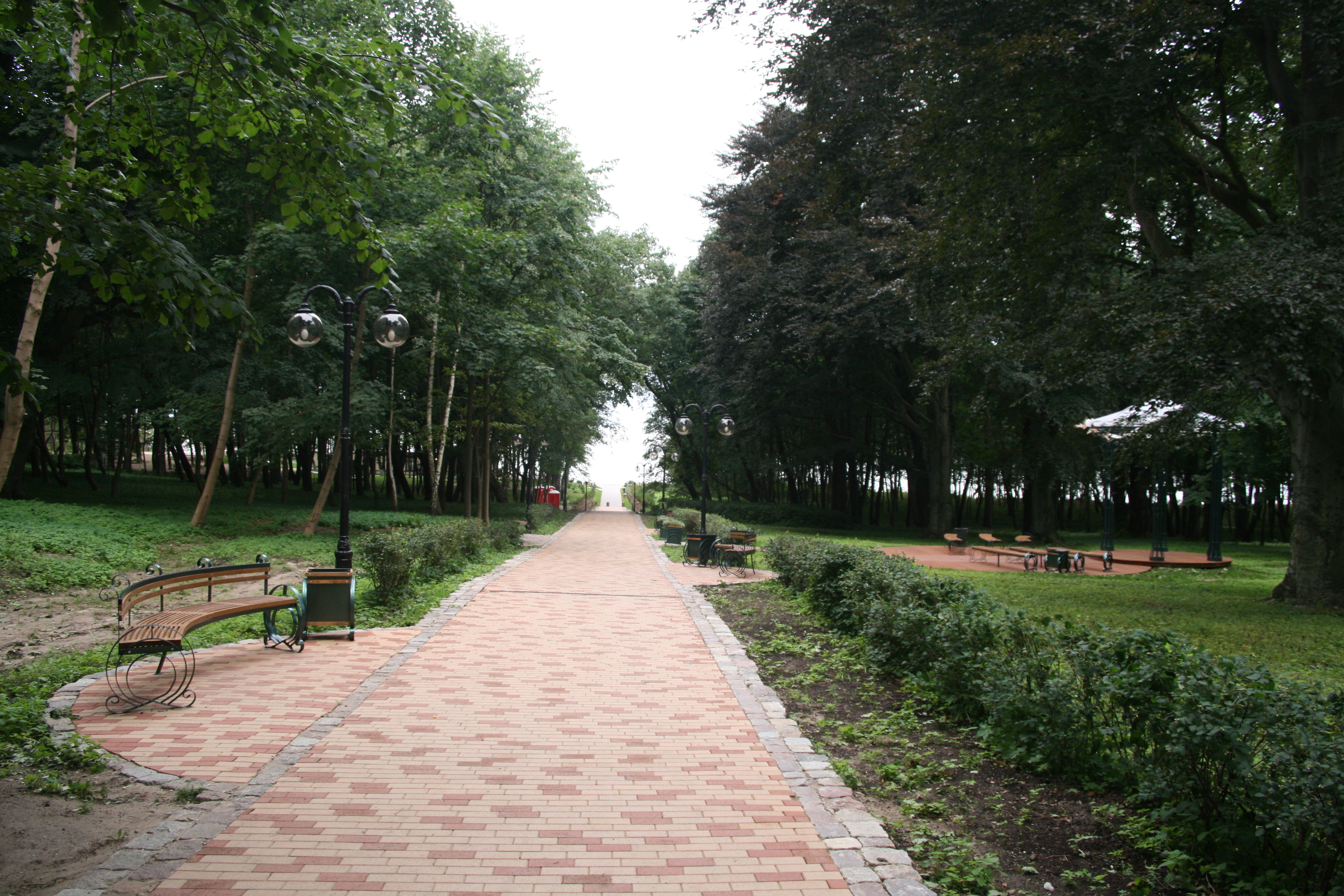
Bekker-Park in Jantarny / Palmnicken (August 2010)

Nachdem im Jahr 1959 der Dorfsowjet aufgelöst worden war, wurde Jantarny 1965 dem Swetlogorsker Stadtsowjet unterstellt und gehörte zur sogenannten Swetlogorsker Kurort-Industrie-Zone, dem Vorläufer des 1994 eingerichteten Stadtkreises Swetlogorsk. Im Jahr 2004 wurde Jantarny selbst Sitz eines (munizipalen) Stadtkreises, der im Jahr 2010 auch administrativ-territorial etabliert wurde.

#### Jantarski selski Sowet 1947–1959
Der Dorfsowjet Jantarski selski Sowet (ru. Янтарский сельский Совет) wurde im Juni 1947 im Rajon Primorsk eingerichtet. Im Jahr 1959 wurde der Dorfsowjet aufgelöst und bestand teilweise noch bis 1960 als Krasnotorowski selski Sowet, bevor er dann zu einem Großteil im Powarowski selski Sowet aufging.
Folgende Orte wurden von Jantarny aus verwaltet:
| Ortsname                               | Name bis 1947/50 | Jahr der Umbenennung |
| -------------------------------------- | ---------------- | -------------------- |
| Alexino (Алексино)                     | zu Germau        | 1950                 |
| Bakalino (Бакалино)                    | Kreislacken      | 1947                 |
| Barkassowo (Баркасово)                 | Neu Katzkeim     | 1947                 |
| Blisnezowo (Близнецово)                | Powayen          | 1947                 |
| Donskoje (Донское)                     | Groß Dirschkeim  | 1947                 |
| Filino (Филино)                        | Klein Kuhren     | 1947                 |
| Gordowo (Гордово)                      | Bardau           | 1947                 |
| Isobilnoje (Изобильное)                | Klein Powayen    | 1950                 |
| Jagodnoje (Ягодное)                    | Bersnicken       | 1950                 |
| Jantarowka (Янтаровка)                 | Wangnicken       | 1947                 |
| Jenissejewo (Енисеево)                 | Willkau          | 1947                 |
| Klenowoje (Кленовое)                   | Klein Hubnicken  | 1947                 |
| Krasnolessje (Краснолесье)             | Dorbnicken       | 1947                 |
| Krasnotorowka (Красноторовка)          | Heiligenkreutz   | 1947                 |
| Maiski (Майский)                       | Mandtkeim        | 1950                 |
| Majak (Маяк)                           | Brüsterort       | 1950                 |
| Marjinskoje (Марьинское)               | Marscheiten      | 1947                 |
| Molodogwardeiskoje (Молодогвардейское) | Finken           | 1950                 |
| Nowinki (Новинки)                      | Rosenort (?)     | 1947                 |
| Ochotnoje (Охотное)                    | Bieskobnicken    | 1947                 |
| Orechowo (Орехово)                     | Schalben         | 1947                 |
| Ossokino (Осокино)                     | Panjes           | 1950                 |
| Pokrowskoje (Проковское)               | Sorgenau         | 1947                 |
| Powarowka (Поваровка)                  | Kirpehnen        | 1947                 |
| Primorje (Приморье)                    | Groß Kuhren      | 1947                 |
| Prislowo (Прислово)                    | Nöttnicken       | 1947                 |
| Rakuschino (Ракушино)                  | Lesnicken        | 1947                 |
| Russkoje (Русское)                     | Germau           | 1947                 |
| Sarajewo (Сараево)                     | Ihlnicken        | 1947                 |
| Schtschorsowo (Щорсово)                | Lengniethen      | 1950                 |
| Sinjawino (Синявино)                   | Groß Hubnicken   | 1947                 |
| Storoschewoje (Сторожевое)             | Katzkeim         | 1950                 |
| Tolbuchino (Толбухино)                 | Alt Katzkeim     | 1950                 |
| Werschkowo (Вершково)                  | Warschken        | 1947                 |

### Bevölkerungsentwicklung
bis 1945
| Jahr | Einwohner | Anmerkungen                                                 |
| ---- | --------- | ----------------------------------------------------------- |
| 1816 | 0153      | [ 18 ]                                                      |
| 1831 | 0123      | [ 19 ]                                                      |
| 1858 | 0258      | davon 97 im Dorf und 161 auf dem Gut, sämtlich Evangelische |
| 1864 | 0228      | am 3. Dezember                                              |
| 1905 | 1001      | [ 2 ]                                                       |
| 1910 | 1289      | [ 22 ]                                                      |
| 1933 | 2361      | [ 23 ]                                                      |
| 1939 | 3080      | [ 23 ]                                                      |

seit 1945
| Jahr | Einwohner |
| ---- | --------- |
| 1959 | 4.307     |
| 1970 | 4.973     |
| 1979 | 4.714     |
| 1989 | 4.948     |
| 2002 | 5.455     |
| 2010 | 5.524     |
| 2021 | 6.645     |

Anmerkung: Volkszählungsdaten

## Kirche

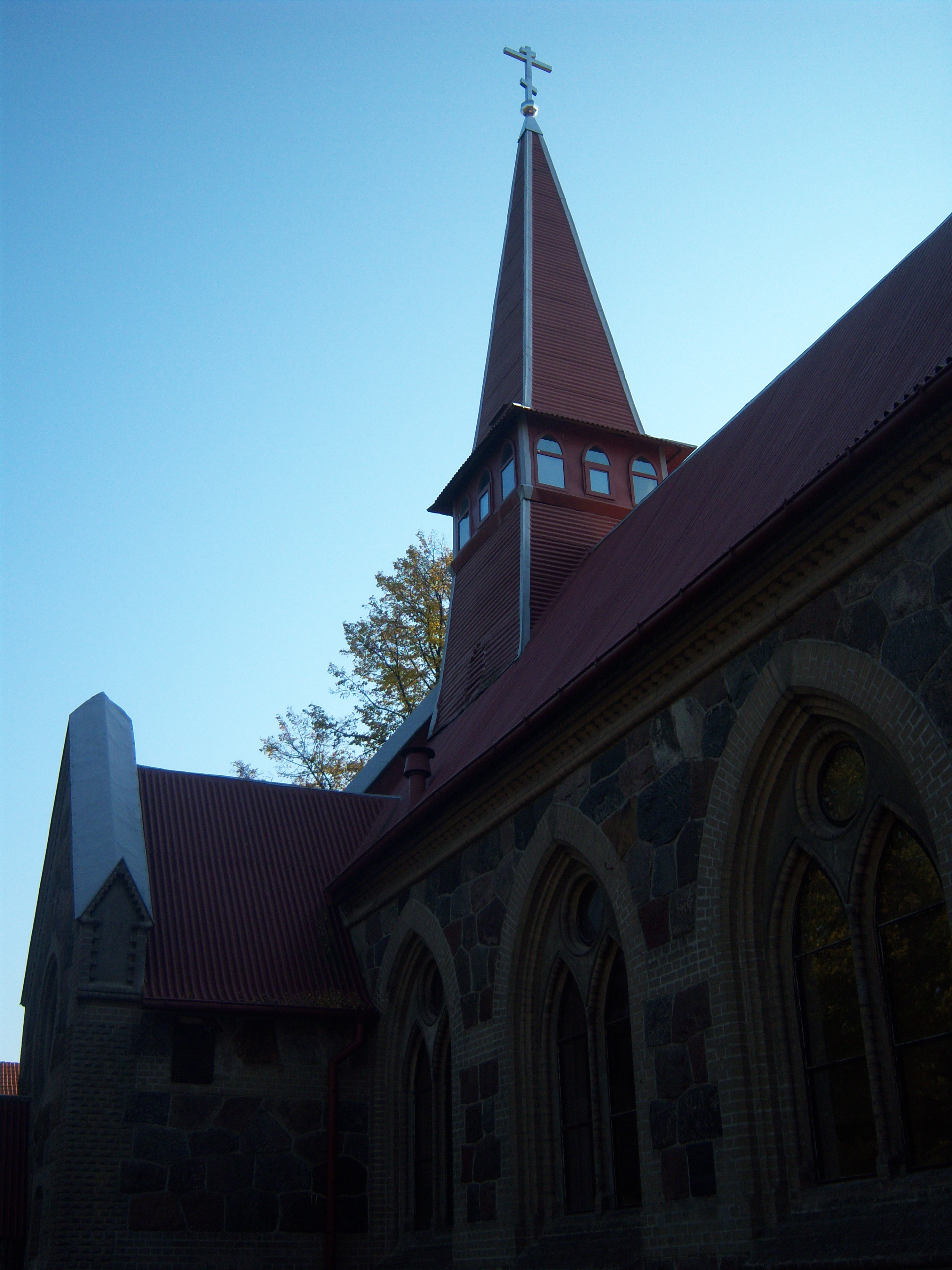
Die früher evangelische, heute russisch-orthodoxe Kirche in Jantarny

Siehe dazu den Hauptartikel (mit Kirchspiel- und Pfarrerliste): Kirche Jantarny

### Kirchengebäude
Die Kirche, die sich am südlichen Ortsausgang auf der östlichen Straßenseite befindet, wurde am 3. Januar 1892 nach fünfjähriger Bauzeit als evangelisches Gotteshaus eingeweiht. Es handelt sich um einen massiven Feldstein- und Ziegelbau mit spitzem Turm. Die Innenausstattung war in romanischem Stil gehalten.
Zwischen 1945 und 1990 fand das Bauwerk keine Nutzung. Im Jahre 1990 wurde es der Russisch-orthodoxen Kirche übereignet, die eine umfängliche Restauration vornahm und es jetzt als Gotteshaus benutzt.

### Kirchengemeinde

#### Evangelisch

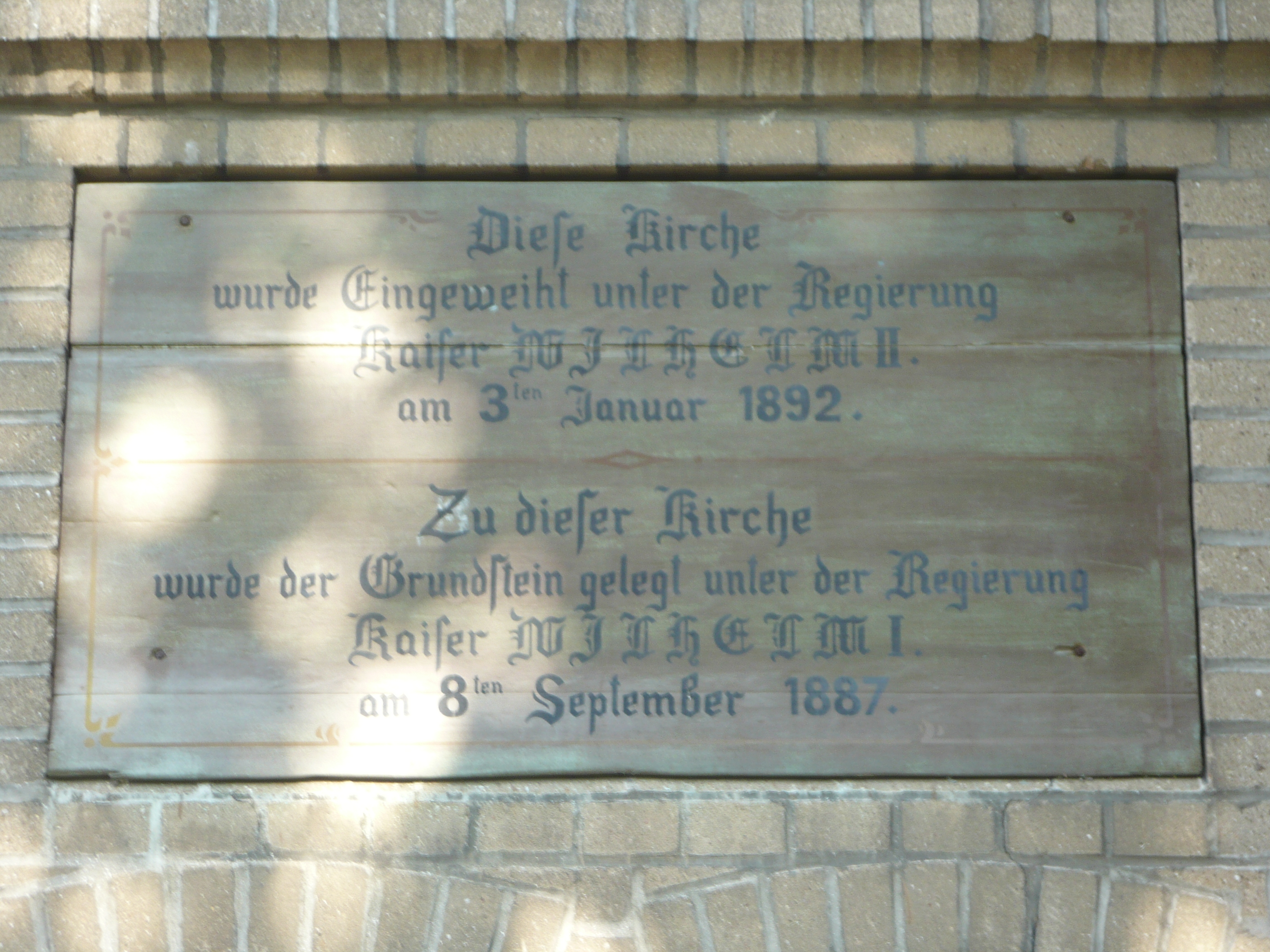
Kirche Jantarny / Palmnicken (Juni 2011)

Bis 1945 bestand in Palmnicken eine evangelische Kirchengemeinde, die erst 1906 selbständig geworden war und vorher zur Pfarrkirche in Germau (heute russisch: Russkoje) und davor zu Lochstädt (Pawlowo) gehörte. Die Kirchengemeinde war in den Kirchenkreis Fischhausen (Primorsk) in der Kirchenprovinz Ostpreußen der Evangelischen Kirche der Altpreußischen Union eingegliedert. Zwischen 1938 und 1947 war der spätere Bischof der Kirchenprovinz Sachsen, Johannes Jänicke, Pfarrer in Palmnicken.
Nach 1945 fand aufgrund Flucht und Vertreibung der Bevölkerung kein evangelisches Kirchenleben mehr in Jantarny statt, heute liegt der Ort im Einzugsbereich der neu entstandenen evangelisch-lutherischen Auferstehungskirche in Kaliningrad (Königsberg) in der Propstei Kaliningrad der Evangelisch-lutherischen Kirche Europäisches Russland.

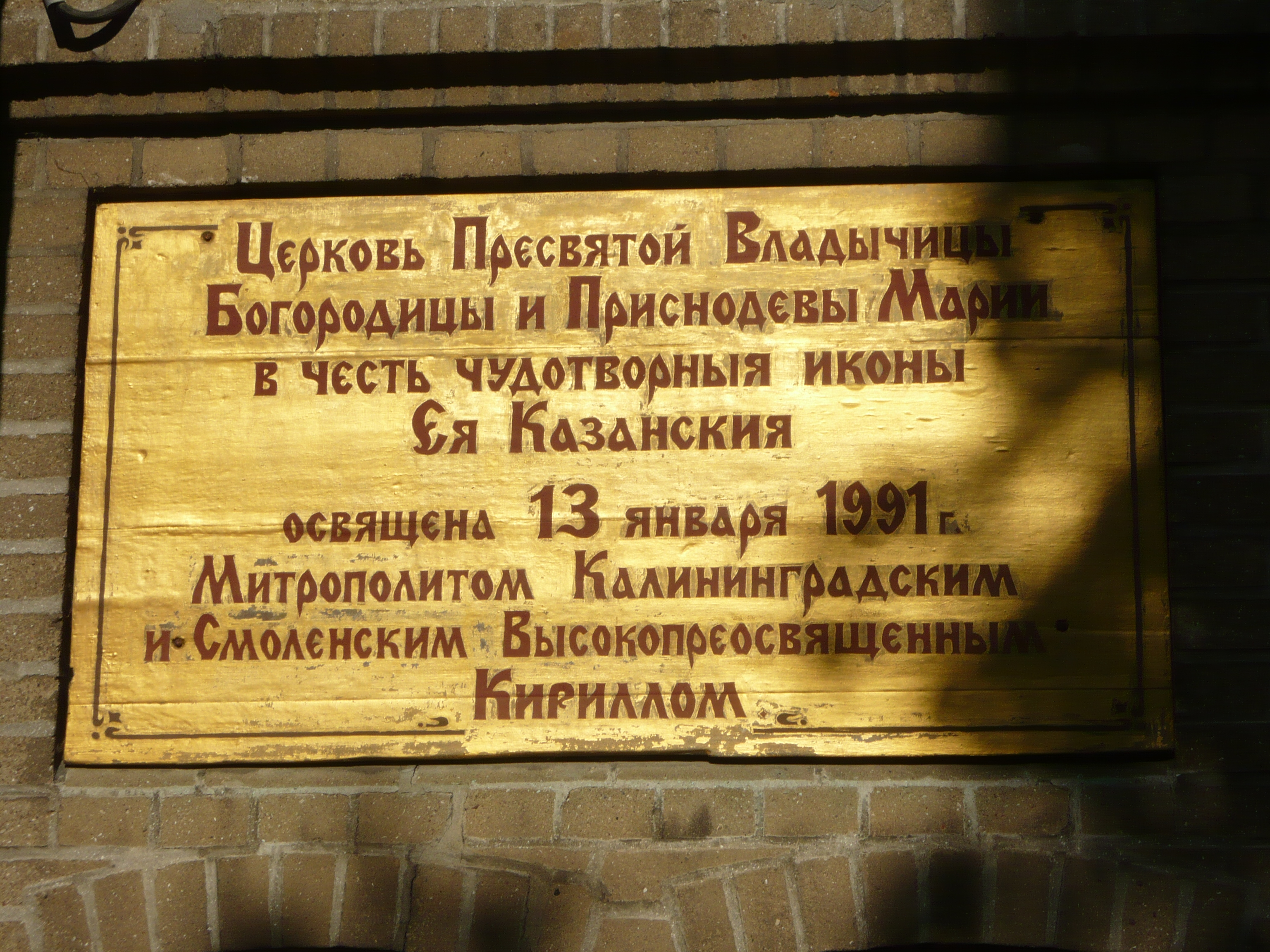
Kirche Jantarny / Palmnicken (Juni 2011)

#### Russisch-Orthodox
In Jantarny besteht seit 1990 eine russisch-orthodoxe Gemeinde. Sie ist in die Diözese Kaliningrad und Baltijsk (bis 2009: Diözese Smolensk und Kaliningrad) der Russisch-orthodoxen Kirche eingegliedert.

## Wirtschaft und Infrastruktur

### Bernsteinabbau

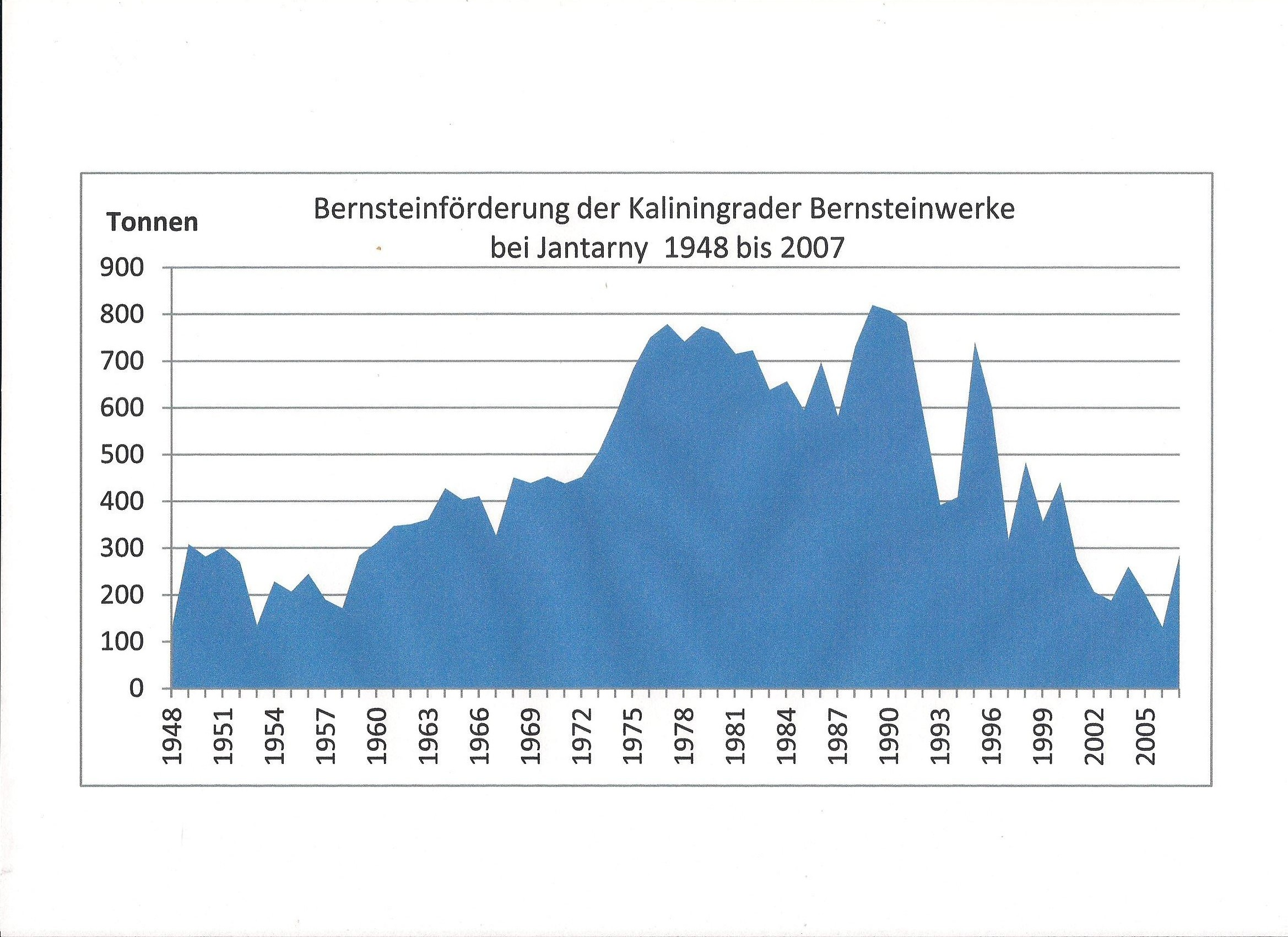
Bernsteinförderung 1948 bis 2007

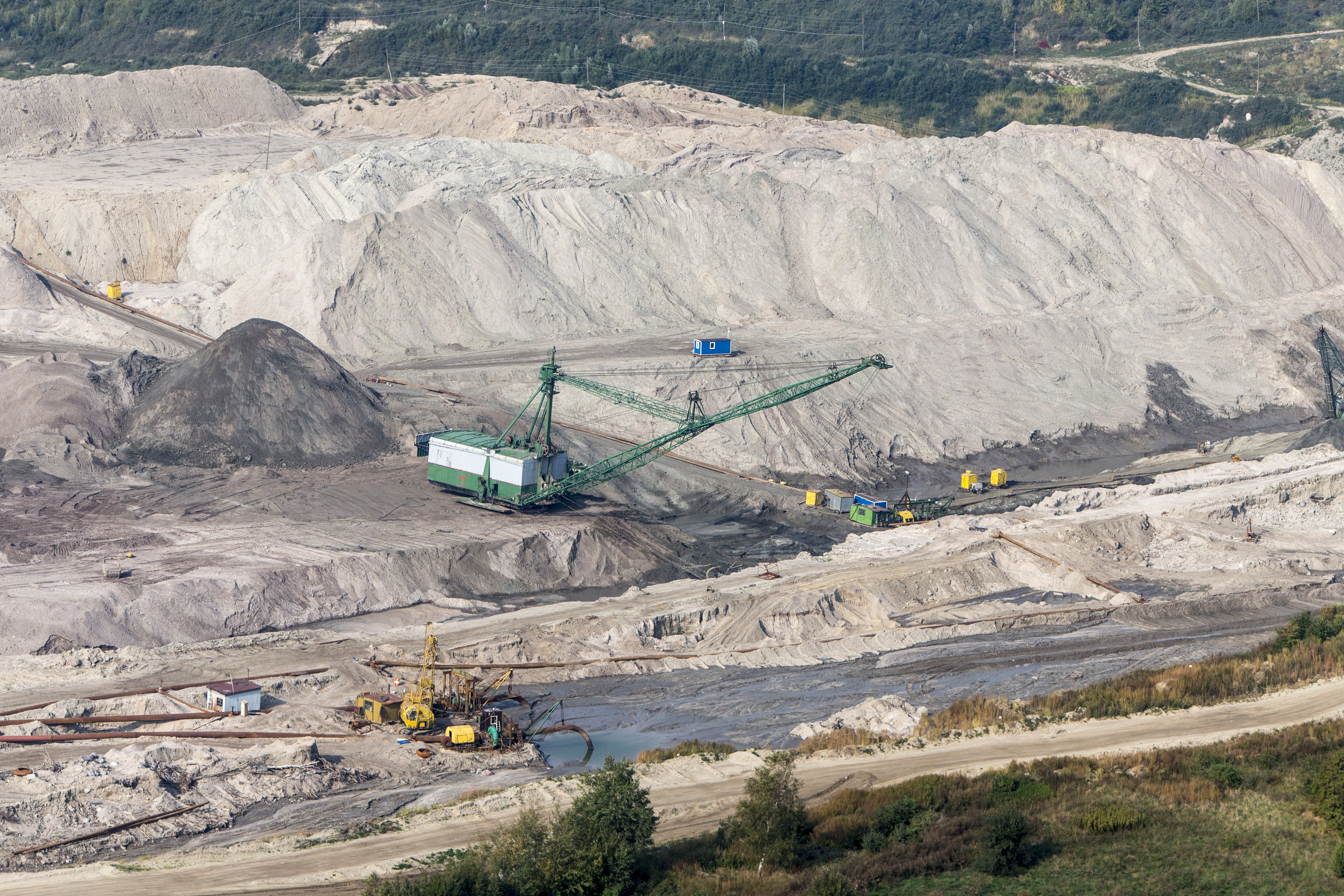
Palmnicken Bernsteintagebau

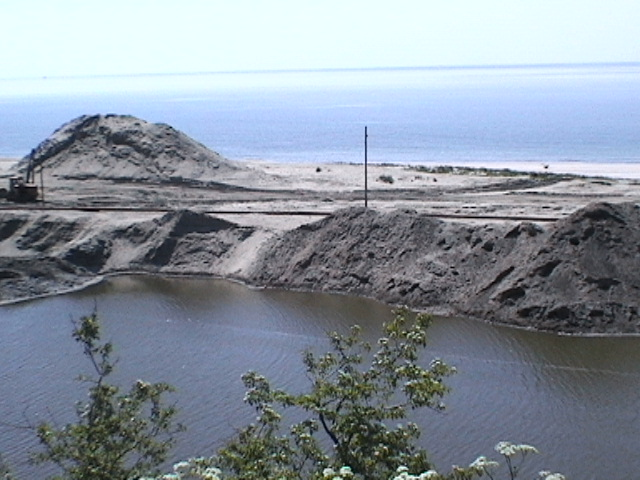
Bernsteinabbau bei Jantarny

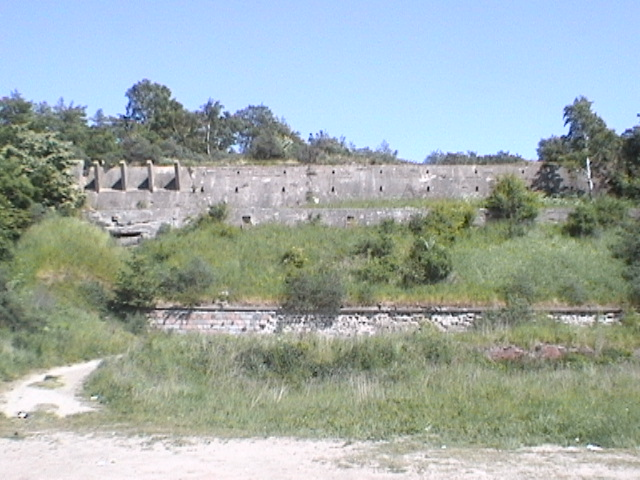
Gebäudereste der früheren Grube Anna

An der samländischen Küste wurde schon zu Zeiten des Deutschen Ordens Bernstein gesammelt. Der Orden hatte das Bernsteinmonopol, das später an den preußischen Staat überging. Im 17. Jahrhundert wurde der an der Bernsteinküste gesammelte Bernstein nach Palmnicken gebracht, wo er sortiert und zur Weiterverarbeitung nach Königsberg versandt wurde. Ab 1811 wurde die Bernsteinförderung verpachtet, 1870 richtete die 1858 gegründete Firma Stantien & Becker den weltweit einzigen Bernsteintagebau ein, förderte dann aber ab 1883 ganz überwiegend Bernstein im Tiefbau in den Gruben „Anna“ und „Henriette“. Die Jahresförderung lag durchschnittlich bei mehreren hundert Tonnen. Die Grube „Henriette“ wurde 1896 aufgegeben; 1899 endete die Pacht. Das Werk gehörte in der Folgezeit zur Preußischen Bergwerks- und Hütten-Aktiengesellschaft, die den Tiefbau fortsetzte und parallel hierzu im Jahre 1913 am gleichen Ort den Tagebau einführte, der schließlich den in der Grube „Anna“ bis 1923 parallel stattfindenden Tiefbau vollständig verdrängte. Von anfangs jährlich 50 Tonnen wurde die Produktion bis 1937 auf 650 Tonnen Rohbernstein gesteigert, der von etwa 700 Beschäftigten gefördert wurde.
Die Sowjetunion führte das Werk unter dem Namen Bernsteinkombinat Nr. 9, ab 1993 als Russkij Jantar (russischer Bernstein) weiter und förderte in der Zeit von 1947 bis 2007 jährlich zwischen 127 Tonnen (1948) und 820 Tonnen (1989) Bernstein (durchschnittlich mehr als 500 Tonnen, sh. Grafik). Bis 1970 blieb der 1913 gegründete Tagebau etwas nördlich von Jantarny in Betrieb. Seit 1976 wird Bernstein unweit der alten, nunmehr gefluteten Grube im nahe der Ostseeküste gelegenen Tagebau „Primorskoje“ gefördert. Anfang 2014 wurde damit begonnen, die Lagerstätte Sinjawino direkt am Strand für einen Abbau zu erschließen, der nur ein Jahr dauern und eine Fördermenge von knapp 100 Tonnen erbringen soll. Abgebaut wird sogenannte Blaue Erde, aus der unter Wasserdruck der Bernstein herausgespült wird; im Jahre 2010 waren es rund 340 Tonnen. Der Bernsteingehalt liegt im mittleren Abschnitt dieser Formation durchschnittlich bei über 2 kg/m³ und kann stellenweise auch ein Mehrfaches davon betragen. Mindestens 80 % aller Bernsteinvorräte der Welt lagern in der Oblast Kaliningrad.

### Verkehr

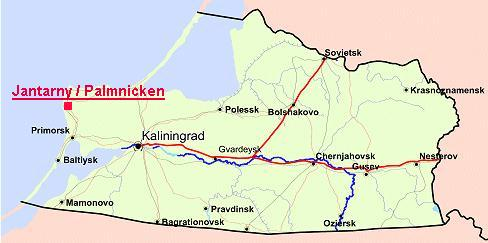
Die Lage Jantarnys im Kaliningrader Gebiet

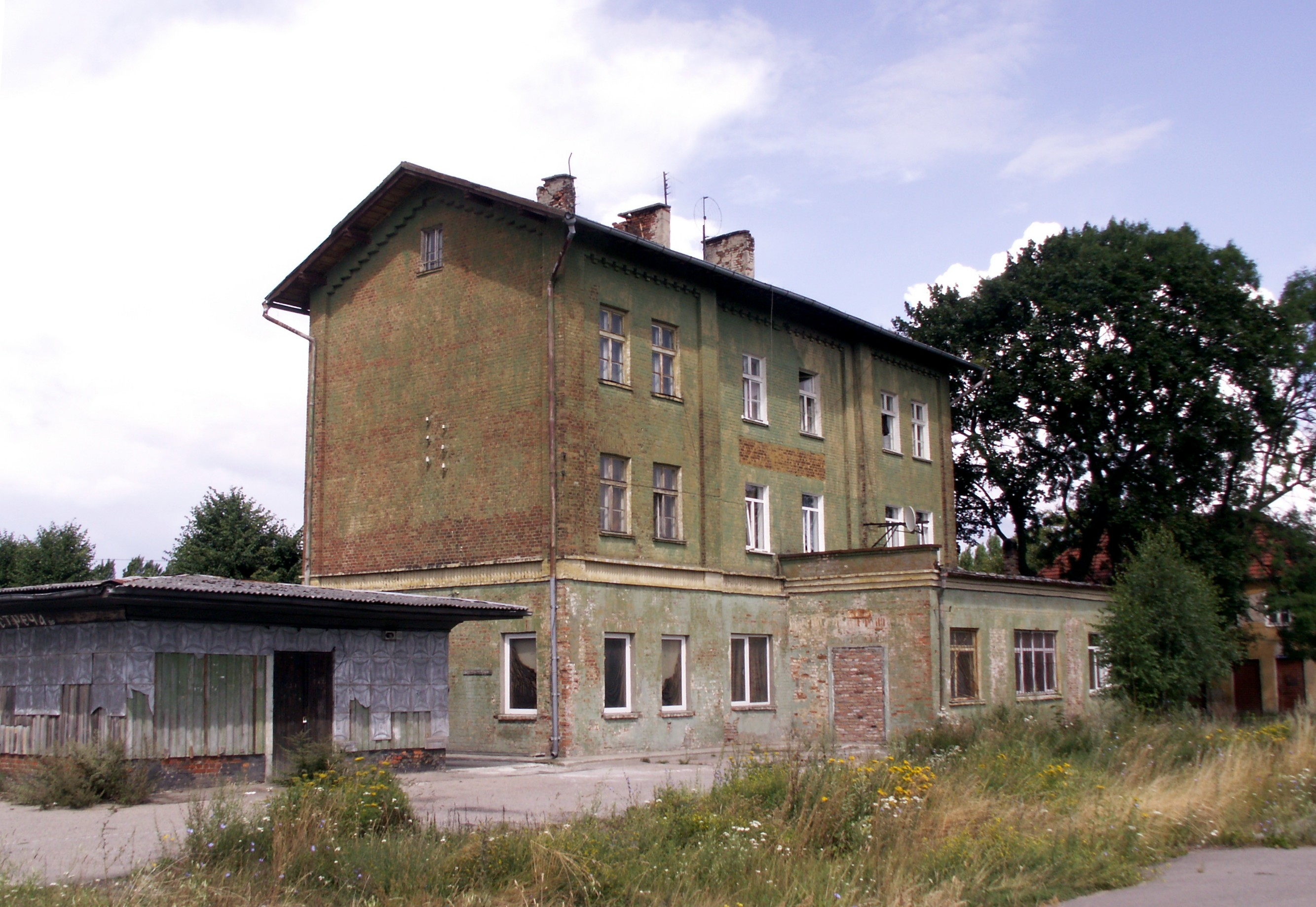
Das ehemalige Bahnhofsgebäude in Jantarny

#### Schiene
Eine Nebenstrecke der Ostpreußischen Südbahn verband Palmnicken mit Groß Dirschkeim (heute russisch: Donskoje) und (ab 1945) Rauschen (Swetlogorsk) sowie mit der Kreisstadt Fischhausen (Primorsk) und dem Seehafen Pillau. Heute wird diese Bahnstrecke Fischhausen–Groß Dirschkeim nicht mehr im regulären Bahnverkehr genutzt.

#### Straße
Jantarny ist verkehrsgünstig über die russische Fernstraße A 192 in den Abzweigen Krasnotorowka (Heiligenkreutz) von Norden bzw. Russkoje (Germau) im Süden erreichbar. Mit Fertigstellung des Primorskoje Kolzo (Küstenautobahnring) erhält die Stadt einen direkten Zubringer.

#### Luft
Der Flughafen Kaliningrad in Chrabrowo (Powunden) liegt mehr als 70 Kilometer weit entfernt und ist über Fern- und Nebenstraßen zu erreichen. Die Fahrzeit wird sich nach Fertigstellung des Primorskoje Kolzo erheblich verkürzen, haben dann doch sowohl Jantarny wie der Airport einen direkten Zubringer an den Autobahnring.

## Sehenswürdigkeiten
- Die 1892 erbaute evangelische Pfarrkirche wird heute von der russisch-orthodoxen Kirche genutzt.
- Wasserturm
- Im benachbarten Russkoje (Germau) befindet sich ein deutscher Soldatenfriedhof.
- Heimatmuseum

## Persönlichkeiten
- Theodor Laechelin (* 1816, † nach 1849), Gutsbesitzer, MdHdA
- Der Pfarrer Johannes Jänicke (1900–1979) und seine Frau Eva Jänicke (1901–1965) wirkten von 1935 bis 1947 in der Palmnickener Kirchengemeinde. Johannes Jänicke gehörte der Bekennenden Kirche an und wurde später Bischof in der Kirchenprovinz Sachsen. Eva Jänicke hat die Ereignisse der Jahre 1945 bis 1947 in einem Tagebuch dokumentiert.[32]

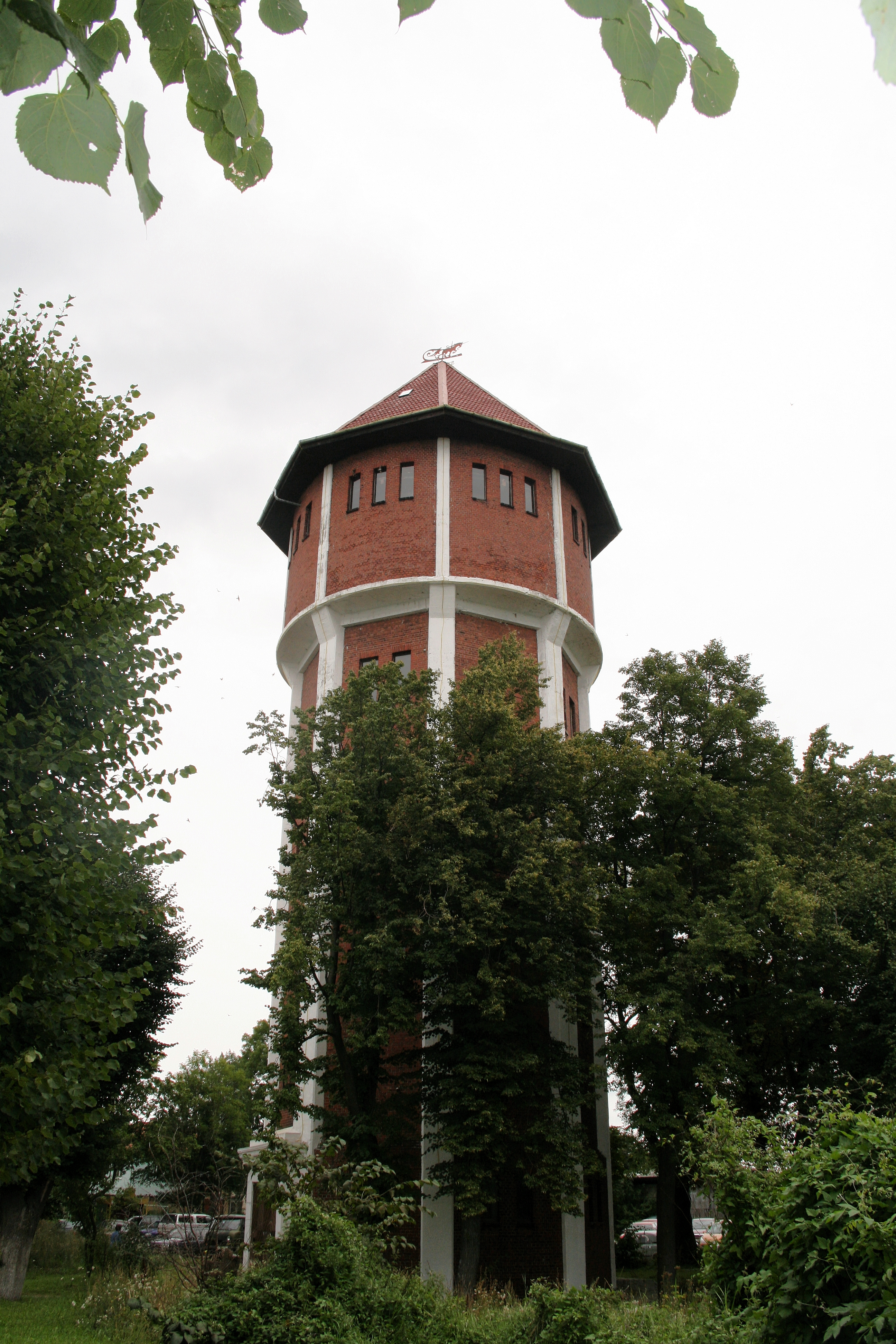
Der ehemalige Wasserturm am Bahnhof Jantarny/Palmnicken im Juni 2011

## Film
- Julia Bourgett (Regie): Bernsteinland. Ein Todesmarsch in Ostpreußen. Der Dokumentarfilm erzählt das Schicksal der Opfer des Todesmarsches an die ostpreußische Bernsteinküste im Januar 1945. Der Dokumentarfilm über den Gedenktag 31. Januar, Jantarnyj, den Schacht Anna, die Schlosserei der Bernsteinfabrik, Interview mit der Überlebenden Maria Blitz, die heutigen Bewohner und ihre Heimat.[33]